# Malacopteron cinereum
A Malacopteron cinereum a madarak osztályának verébalakúak (Passeriformes) rendjébe és a Pellorneidae családjába tartozó faj.

## Rendszerezése
A fajt Thomas Campbell Eyton angol természettudós írta le 1839-ben.

## Alfajai
- Malacopteron cinereum cinereum Eyton, 1839
- Malacopteron cinereum indochinense (Robinson & Kloss, 1921)
- Malacopteron cinereum niasense (Riley, 1937)
- Malacopteron cinereum rufifrons Cabanis, 1850[3]

## Előfordulása
Délkelet-Ázsiában, Brunei, Kambodzsa, Indonézia, Laosz, Malajzia, Thaiföld és Vietnám területén honos. A természetes élőhelye a szubtrópusi vagy trópusi síkvidéki esőerdők és mocsári erdők. Állandó, nem vonuló faj.

## Megjelenése
Testhossza 14-16 centiméter, testtömege 14-21 gramm.

## Életmódja
Gerinctelenekkel táplálkozik, néha gyümölcsöket is fogyaszt.